# Christie Colin
Christie Colin (14 de junio de 1982) es una deportista estadounidense que compitió en tiro con arco, en la modalidad de arco compuesto. Ganó una medalla en el Campeonato Mundial de Tiro con Arco al Aire Libre de 2011 y cuatro medallas en el Campeonato Mundial de Tiro con Arco en Sala entre los años 2007 y 2014.

## Palmarés internacional
| Campeonato Mundial al Aire Libre | Campeonato Mundial al Aire Libre | Campeonato Mundial al Aire Libre | Campeonato Mundial al Aire Libre |
| Año                              | Lugar                            | Medalla                          | Prueba                           |
| -------------------------------- | -------------------------------- | -------------------------------- | -------------------------------- |
| 2011                             | Turín (Italia)                   | Medalla de oro                   | Equipo                           |
| Campeonato Mundial en Sala       |                                  |                                  |                                  |
| Año                              | Lugar                            | Medalla                          | Prueba                           |
| 2007                             | Esmirna (Turquía)                | Medalla de oro                   | Equipo                           |
| 2012                             | Las Vegas (Estados Unidos)       | Medalla de oro                   | Equipo                           |
| 2014                             | Nimes (Francia)                  | Medalla de plata                 | Individual                       |
| 2014                             | Nimes (Francia)                  | Medalla de plata                 | Equipo                           |